# Дор (Раменский район)
Дор — деревня в Раменском муниципальном районе Московской области. Входит в состав сельское поселение Ганусовское. Население — 22 чел. (2010).

## Название
Аналогично с названиями Доры, Дорки происходит от термина дор — «участок, на котором лес вырублен и выкорчеван» (то есть дор от слова выдран ). Таким образом, название деревни обозначает «поселение при участке подсечного земледения».

## География
Деревня Дор расположена в юго-западной части Раменского района, примерно в 17 км к юго-западу от города Раменское. Высота над уровнем моря 130 м. Рядом с деревней протекает река Нищенка. К деревне приписано 3 СНТ. Ближайший населённый пункт — деревня Василево.

## История
В 1926 году деревня входила в Васильевский сельсовет Салтыковской волости Бронницкого уезда Московской губернии.
С 1929 года — населённый пункт в составе Бронницкого района Коломенского округа Московской области. 3 июня 1959 года Бронницкий район был упразднён, деревня передана в Люберецкий район. С 1960 года в составе Раменского района.
До муниципальной реформы 2006 года деревня входила в состав Ганусовского сельского округа Раменского района.

## Население
| 1926 | 2002 | 2010 |
| ---- | ---- | ---- |
| 177  | ↘5   | ↗22  |

В 1926 году в деревне проживало 177 человек (59 мужчин, 118 женщин), насчитывалось 41 крестьянское хозяйство. По переписи 2002 года — 5 человек (2 мужчины, 3 женщины).